# Frits Smol
Frits Smol (* 6. Juli 1924 in Den Haag; † 1. November 2006 ebenda) war ein niederländischer Wasserballspieler. Mit der niederländischen Nationalmannschaft wurde er Olympiadritter 1948 und Europameister 1950.

## Sportliche Karriere
Frits Smol spielte für den HZ ZIAN aus Den Haag, den niederländischen Meister von 1946 bis 1953.
1947 belegte die niederländische Mannschaft bei der Europameisterschaft in Monte Carlo den fünften Platz unter zehn Mannschaften, wobei die Niederländer mit 18 Treffern hinter Europameister Italien die zweitmeisten Tore erzielten. Bei den Olympischen Spielen 1948 in London gewann die niederländische Mannschaft zunächst ihre Vorrunden- und dann auch ihre Zwischenrunden- und Halbfinalgruppe. In die Finalrunde nahmen die Niederländer ein Unentschieden gegen Belgien aus der Halbfinalrunde mit. Nach einem weiteren Unentschieden gegen Ungarn und einer 2:4-Niederlage gegen Italien erhielten die Niederländer die Bronzemedaille. Frits Smol warf insgesamt zehn Tore, davon fünf beim 14:0 gegen Chile.
Zwei Jahre später fand in Wien die Europameisterschaft 1950 statt. Jede der sieben teilnehmenden Mannschaft trat gegen jede andere Mannschaft an. Die Niederländer gewannen alle sechs Spiele und warfen 58 Tore bei 16 Gegentreffern. Damit wurden sie Europameister vor den Schweden und den Jugoslawen. Der Europameistertitel blieb bis heute (Stand 2021) der einzige Titel für die niederländische Männer-Nationalmannschaft. 1952 bei den Olympischen Spielen in Helsinki erreichten die Niederländer in der Vorrunde den zweiten Platz hinter den Jugoslawen, wobei die beiden Mannschaften zweimal gegeneinander antraten und je einmal gewannen. In der Zwischenrunde belegten die Niederländer den dritten Platz hinter den Ungarn und den Jugoslawen. Damit mussten die Niederländer in der Platzierungsrunde für die Plätze 5 bis 8 antreten und erreichten dort den fünften Platz. In neun Spielen erzielte Frits Smol insgesamt acht Tore.